# Author

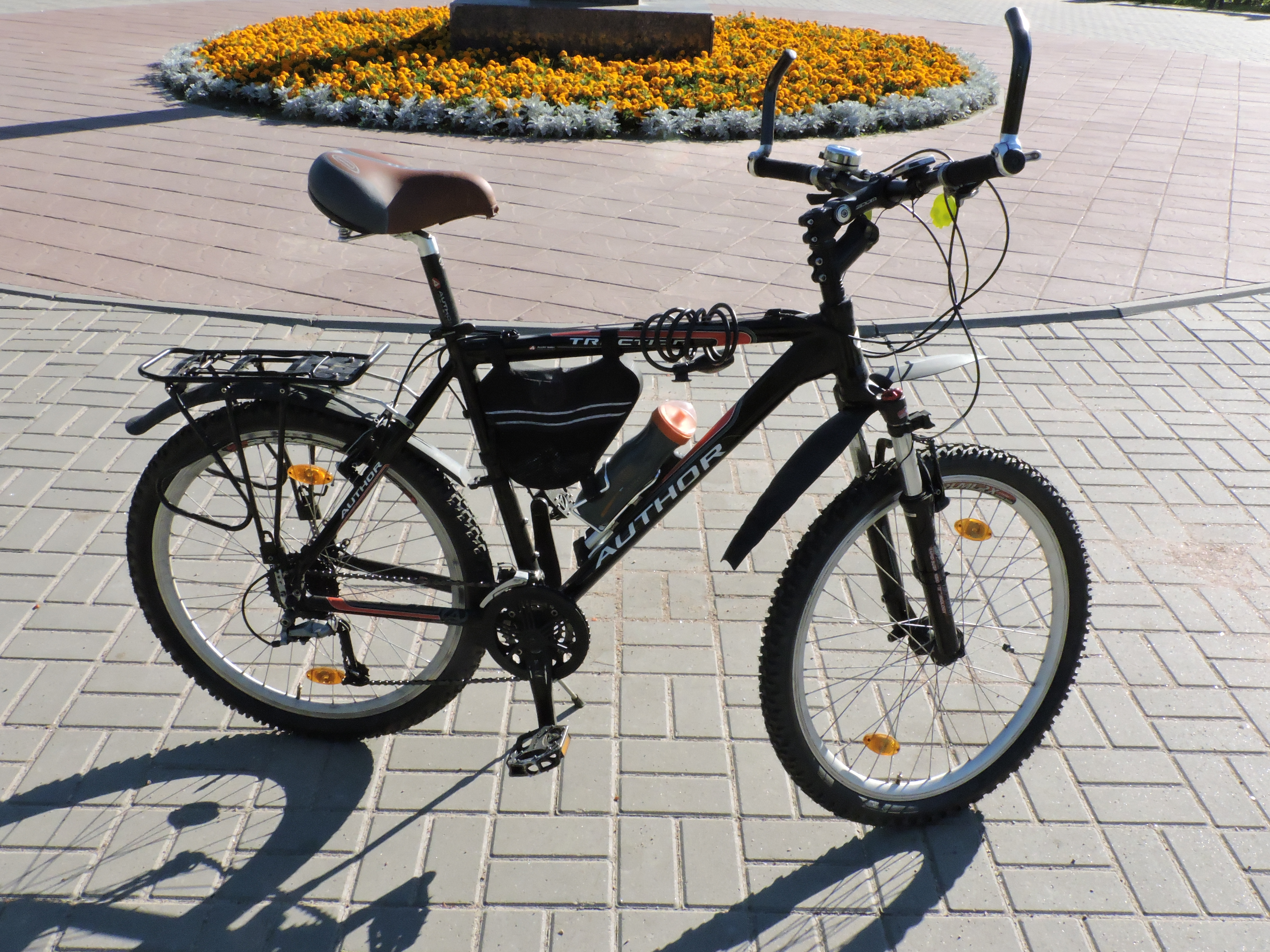
Author Traction

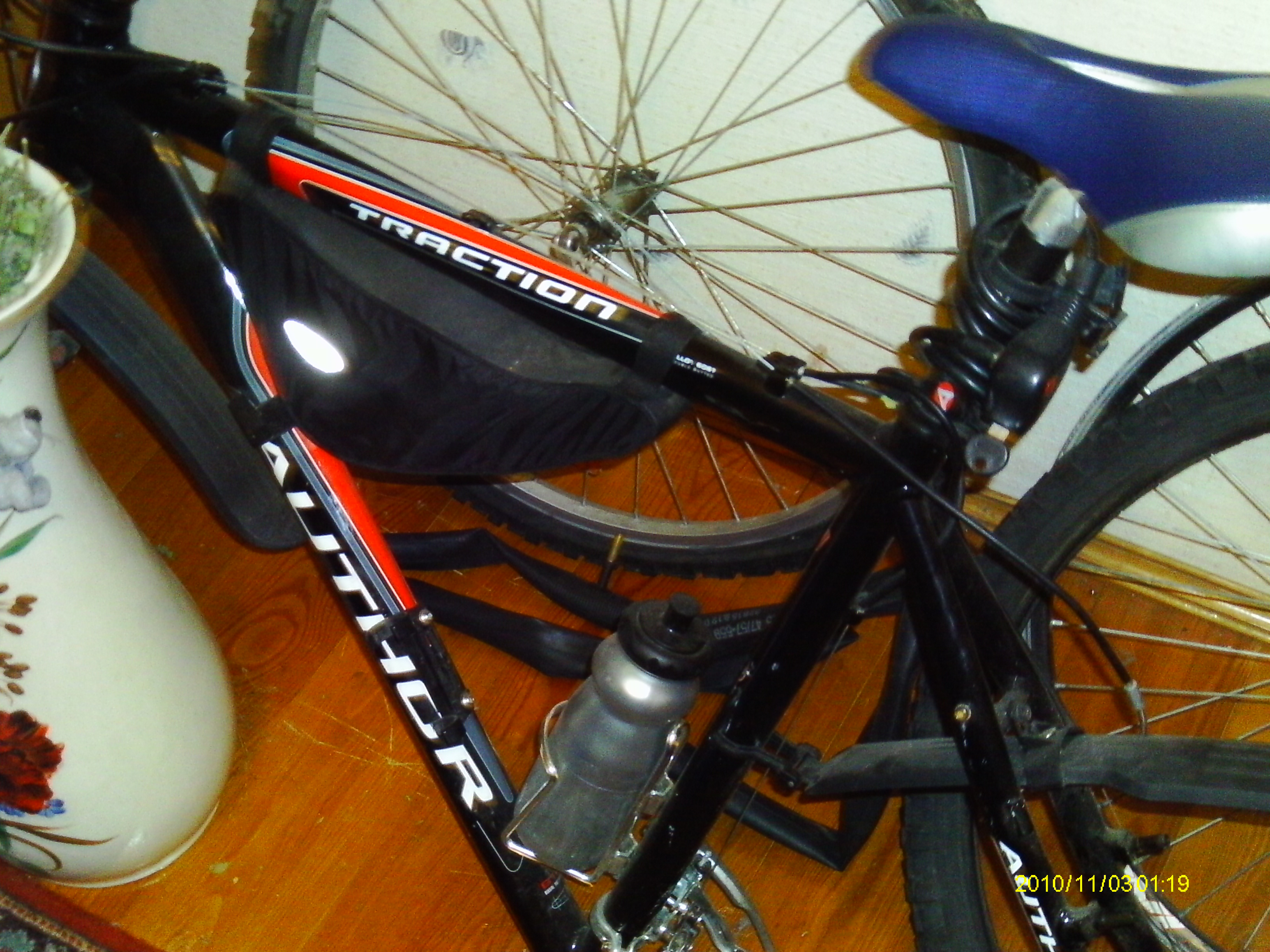
Рама хардтейлу «Author Traction»

Author — чеський виробник велосипедів.

## Історія
Історія бренду бере свій початок у столиці Чехії — Празі, де в 1990 створена компанія з гучною назвою «Universe Agency». Спочатку, займаючись лише імпортом велокомпонентів, особливої слави компанії знайти не вдалося. Але вже через три роки, у 1993, налагоджено виробництво та імпорт велосипедів з Азії. Саме ця дата вважається офіційним днем народження велосипедів. Таким чином, на сьогоднішній день, виробництво і контроль якості продукції цієї компанії зосереджені в Азії, а технічні розробки та управління в Європі.

## Спортивні досягнення
У 1994 у фірми з'явилася власна заводська команда для участі у міжнародних змаганнях. У 2000 їй вдалося досягти значних успіхів у велокросі, а в 2006 Михайло Прокоп став чемпіоном світу у цій дисципліні.